# Col de Salenton
Le col de Salenton est un col de montagne situé en France, en Haute-Savoie, à la limite des massifs du Giffre au nord-ouest et des aiguilles Rouges au sud-est. Situé à 2 526 mètres d'altitude, il domine le vallon de Bérard à l'est et les sources de la Diosaz à l'ouest. Franchi par le GRP Tour du Pays du Mont-Blanc, il est le point de départ pour la dernière étape de l'ascension du mont Buet situé au nord.
Le col marque le point triple entre les limites communales de Passy au nord-ouest, Chamonix-Mont-Blanc au sud-ouest et Vallorcine à l'est mais également de la réserve naturelle nationale de Passy au nord-ouest, de la réserve naturelle nationale des Aiguilles Rouges au sud-ouest et de la réserve naturelle nationale du Vallon de Bérard au sud-est.

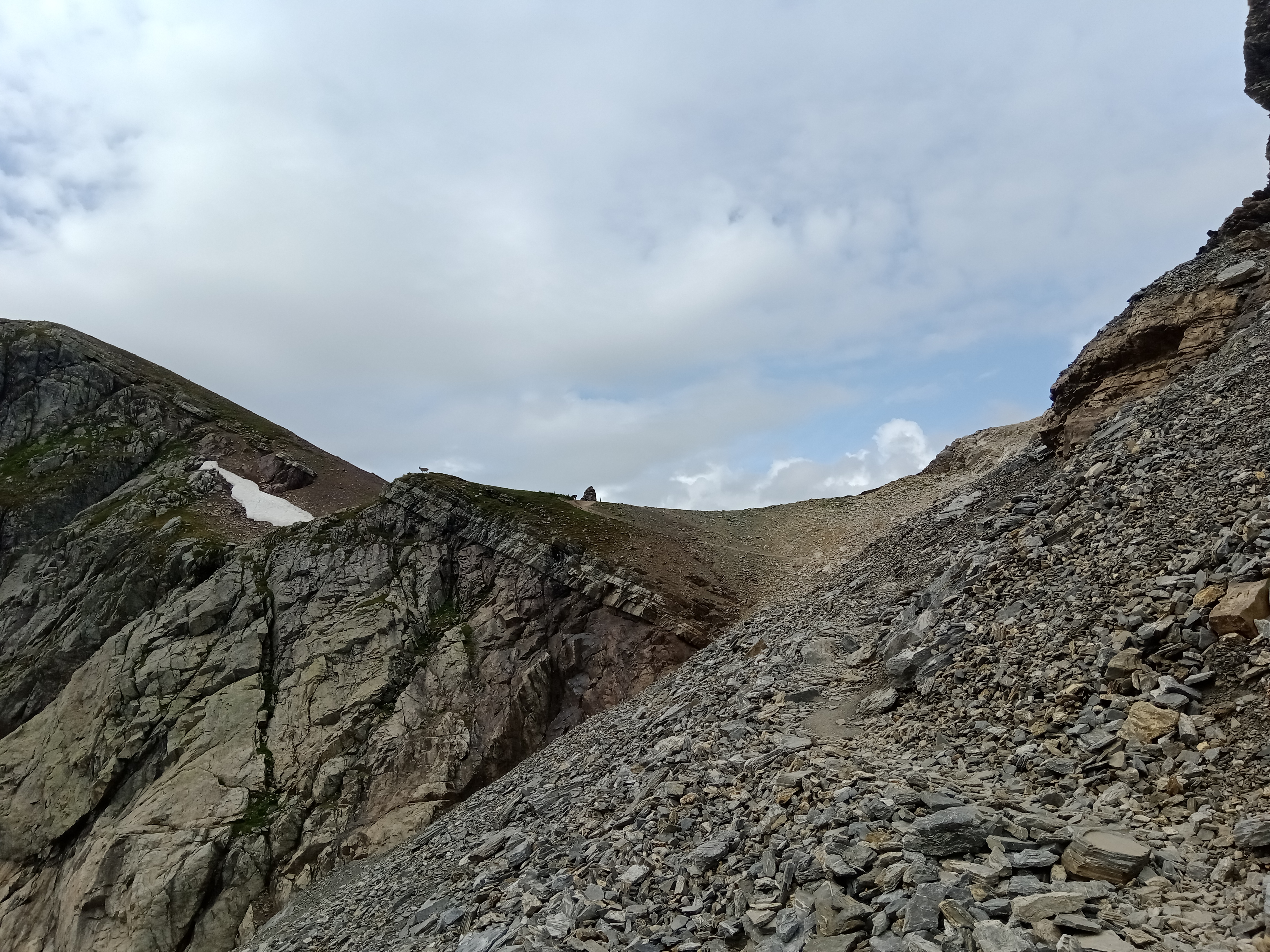
Le col depuis l'est.
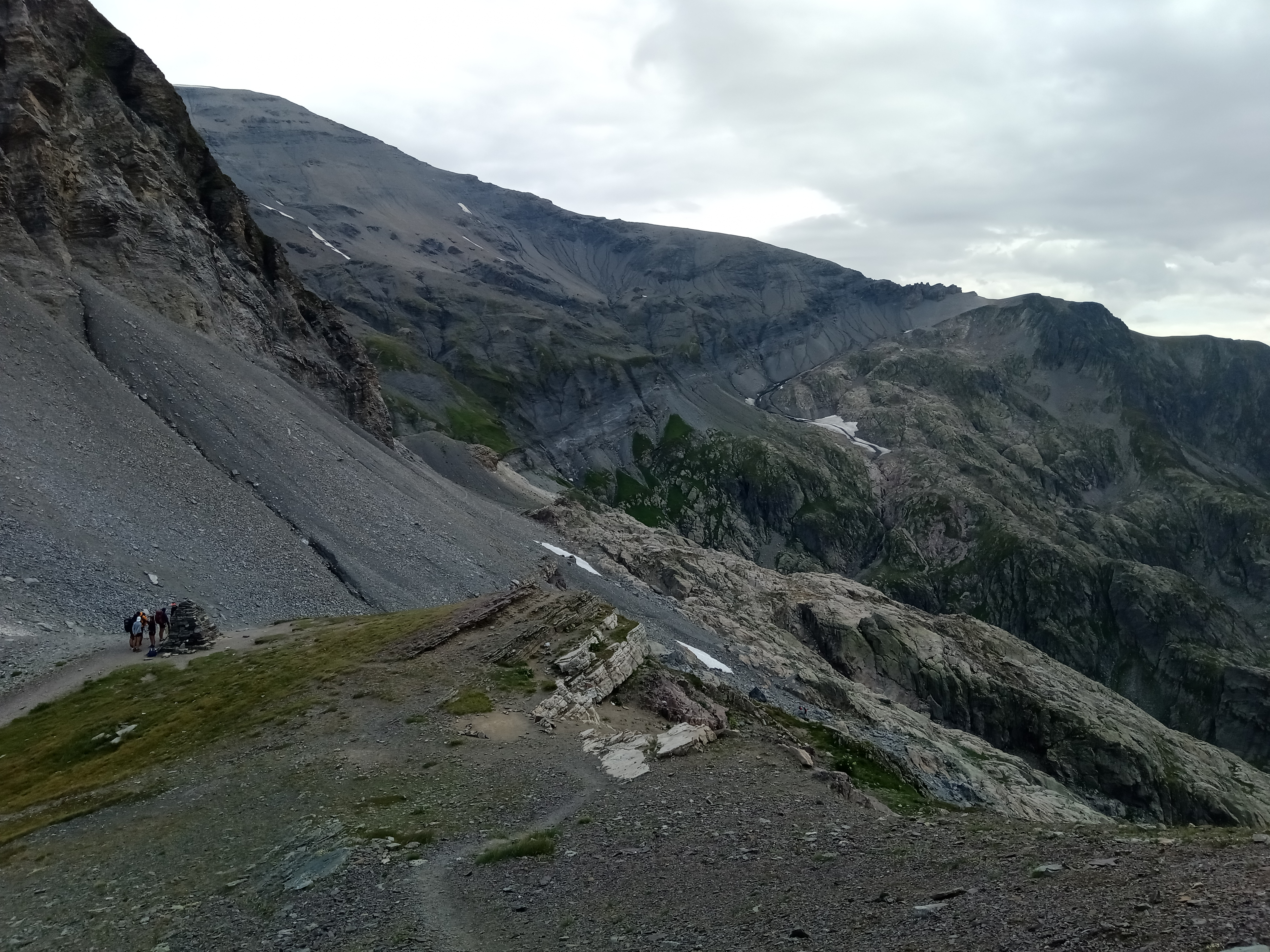
Le col dominé par le mont Buet.
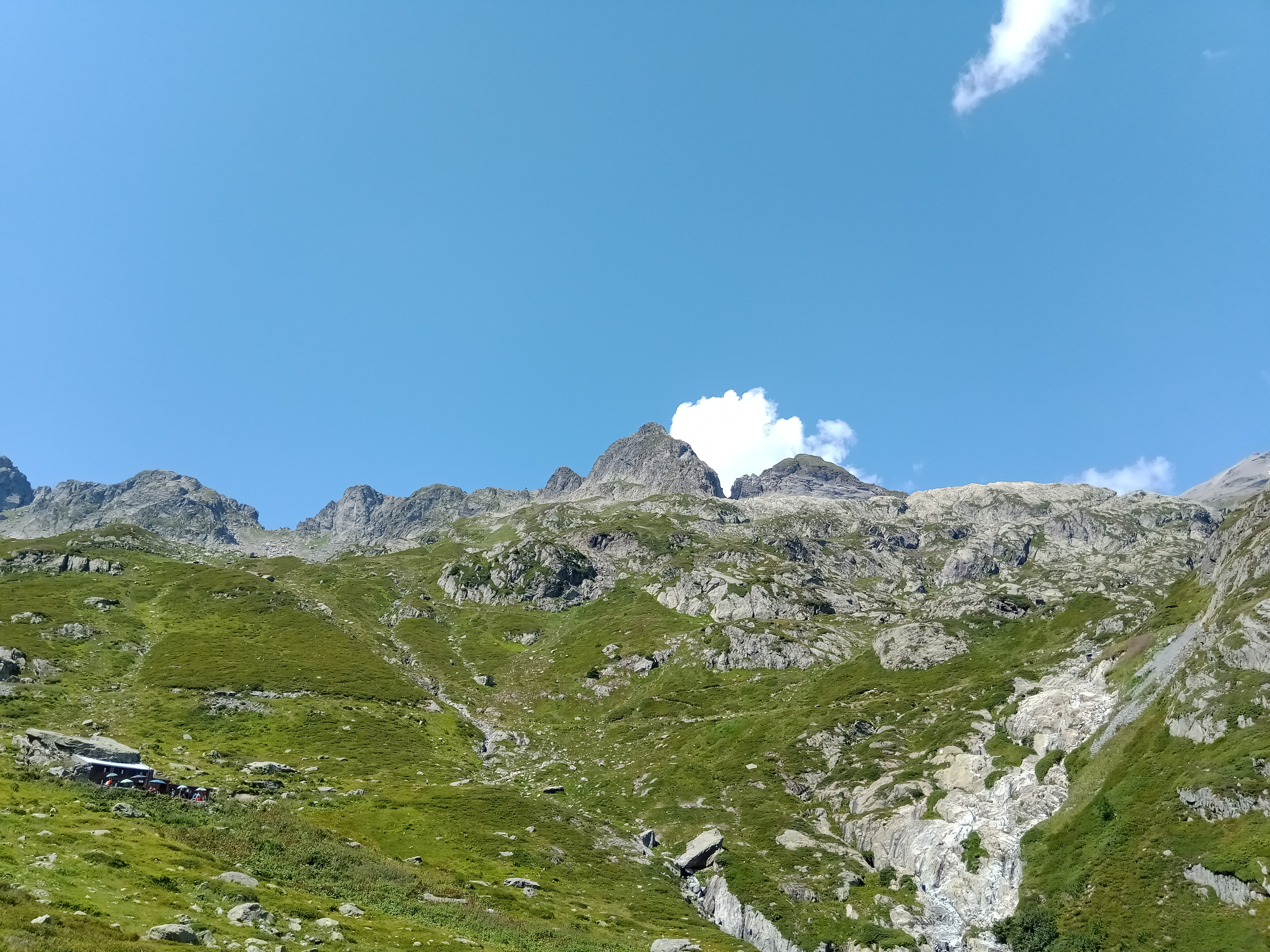
Le col entre les deux sommets de l'aiguille de Salenton vu depuis le refuge de la Pierre à Bérard au sud-est.